# 制約之絆
《羈絆者》（日语：キズナイーバー，Kiznaiver）是TRIGGER製作，Aniplex發行的日本原創電視動畫。編劇為岡田麿里，人物設定為三輪士郎及米山舞。而後改編發行漫畫及輕小說，單行本。
標題是由日文的（kizu，傷）、（kizuna，羈絆）和英文的「naïve」（天真）結合而成，指出本作中的角色須克服傷痛解決他們的問題。

## 劇情
故事發生在虛構的、在廢棄堆填區上興建的未來城市－洲籠市。這個城市曾經發展急促，但現在人口正逐年減少。
在暑假前數天，一位神祕又無表情的女子－園崎法子告訴他的同學阿形勝平，他被選為一位，因為他感覺不到疼痛。他們一起體會到共享疼痛的羈絆。這種羈絆可讓勝平分享他的痛以及聯繫與他生活、性格都不同的的同學。而他的同學，包括法子在內，都是不同的「羈絆者」。
這個羈絆系統的最終目標是透過傷痛連接眾人回憶及經驗，創造世界和平。當一位羈絆者受創傷時，系統會把他／她的痛苦轉移到其他的羈絆者身上。勝平的同學們承擔彼此的痛苦，而法子負責分配大家的任務。

## 登場角色

### 羈絆者
園崎法子　配音：山村響
與勝平同年級，為同班同學。
沒有人情味、無表情又神秘的美人。
重啟羈絆系統的人，負責分配大家的任務。
希望勝平能夠找回疼痛感，這樣她才能找回自己。小時候喜歡勝平。
與勝平曾同屬羈絆研究的被試驗者，脖子上的疤痕被項圈覆蓋。
故事結尾時與勝平交往中。
阿形勝平　配音：梶裕貴
主要的主角
現代日本七宗罪之「愚鈍」持有者。
麻木不仁、「半無情」的白髮男，本作主角。
對於園崎有特別的情感，與她的記憶逐漸回想起來。喜歡園崎，不管是小時候或是長大後
與園崎曾同屬羈絆研究的被試驗者，當時的遭遇不但使頭髮變白，且失去了痛覺至今，最後有恢復痛覺。
故事結尾時與法子交往中。
由多次人　配音：島崎信長
與勝平同年級，為同班同學。
現代日本七宗罪之「狡猾的現充」持有者。
心思細密的優等生。受女生歡迎，但對男子冷淡，有點輕視的意思。
對於穗乃香有特別的情感。
高城千鳥　配音：寺崎裕香
與勝平同年級，為同班同學。
現代日本七宗罪之「麻煩的自我」持有者。
有時十分八卦，勝平的青梅竹馬，喜歡勝平。
牧穗乃香　配音：佐藤利奈
與勝平同年級，為同班同學。
現代日本七宗罪之「高傲的菁英」持有者。
害羞的傲嬌女子，擁有雙豐的身材，看上來很具威脅性。
心靈創傷來自國中時期的閨蜜瑠瑠的去世。與瑠瑠共同畫漫畫《來自天國的約定》。
登場前已身患重病，看上同樣獨來獨往的穗乃香，提議共同畫漫畫。由穗乃香想劇情，瑠瑠繪圖。
由於不願承受好友去世的悲痛，拒絕合作出最後一話並分手，瑠瑠只能抱重病獨自完成。
在結束連載不久後瑠瑠去世，對此十分自責，並認為瑠瑠抱著對自己的恨意而終，始終活在她死亡的陰影下。
殺過人（實為心靈創傷，而感覺殺過人）
新山仁子　配音：久野美咲
與勝平同年級，為同班同學。
現代日本七宗罪之「奇幻的狂熱者」持有者。
打扮十分花俏的女孩，思想不可思議。
其實不相信精靈。
天河一　配音：前野智昭
與勝平同年級，為同班同學。
現代日本七宗罪之「無腦的大塊頭」持有者。
十分強壯，有正義感。
非常害怕狗，甚至會調查去學校路上有幾戶有養狗，還有遛狗的時間。
日染芳春　配音：西山宏太朗
與勝平同年級，為同班同學，會被留級。
現代日本七宗罪之「反道德的抖M」持有者。
神祕、喜歡追求疼痛感、與眾不同的美少年。

### 其他人
山田一直　配音：諏訪部順一
勝平的化學老師。羈絆會的成員，會員編號394。與園崎與漆原共同規劃實驗項目。
漆原睦　配音：園崎未惠
勝平等人就讀的高中的學校生活指導員。穿著白衣的神秘女性。
羈絆會成員，會員編號328。與園崎與山田共同規劃實驗項目。有女強人特質，但十分喜歡和疼愛園崎。
瑠瑠　配音：仲谷明香
穗乃香國中時期的閨蜜。與穗乃香共同畫漫畫《來自天國的約定》。
登場前已身患重病，看上同樣獨來獨往的穗乃香，提議共同畫漫畫。由穗乃香想劇情，瑠瑠繪圖。
由於穗乃香拒絕合作出最後一話並分手，瑠瑠只能抱重病獨自完成。在結束連載不久後去世，使穗乃香十分自責。
福澤配音：箭内仁
Charles de Macking 的主編。園崎把製作查爾斯·德·馬克金的紀錄片拍成的電影並把故事成果帶到了穗乃香面前。他故意在公眾場合誇大自己的行為，試圖製造一種讓穗乃香難以拒絕的局面，卻被次人打敗了。之後，他也與園崎斷了聯繫。
吉澤、釜石
配音：宮下栄治（吉澤）、 濱健人（釜石）
一直挑剔勝平的二人組。對勝平使用暴力時，被天河制裁，對勝平懷恨在心。漆原讓這兩名羈絆者羈絆的原因與勝平等人有所不同，而將他們送到了夏日合宿用來測試勝平等人的膽量。吉澤趁機想報復天河，卻被仁子打敗了。另一方面，釜石對千鳥被吉澤當成暴力夥伴一事發洩不滿，而勝平卻意識到千鳥受到了傷害，千鳥對他自私的言論大怒，被勒索的錢被勝平要了回來。

## 作品中的名詞
七宗罪（Seven deadly sins）
為天主教教義中提出，屬於人類惡行的分類。分別有“傲慢”、“貪婪”、“嫉妒”、“憤怒”、“暴食”、“色慾”及“懶惰”等七項。
本作中則重新定義為「愚鈍」、「狡猾的現充」、「麻煩的自我」、「高傲的菁英」、「奇幻的狂熱者」、「無腦的大塊頭」、「不道德的抖M」。
哥摩林
洲籠市的吉祥物。外觀為眼神混亂、身體被綑綁、臉的正中間有「X」形狀的痕跡。
在洲籠市內幾乎隨處可見，且很受孩子的歡迎。
許多羈絆會的成員會打扮成此樣子作為掩護暗地進行羈絆研究活動。
羈絆會
羈絆實驗的幕後推手，同時為「羈絆系統」的開發團隊。
實驗都市洲籠市曾經有三分之一的人口皆為其成員。現因諸多原因，會員數已減少不少，但羈絆會仍未放棄該研究。

## 電視動畫

### 製作人員
- 原作：TRIGGER、岡田麿里
- 監督：小林寬
- 系列構成：岡田麿里
- 人物原案：三輪士郎
- 人物設計：米山舞
- 美術監督：野村正信
- 美术设定：李炫定、天田俊貴
- 色彩設計：三笠修
- 摄影监督：田村仁、山本弥芳
- 編輯：奥田浩史
- 音響監督：龜山俊樹
- 音響效果：倉橋裕宗
- 音樂：林友樹
- 总制片人：大塚雅彦、鳥羽洋典、西出将之
- 制片人：瓜生恭子、植月幹夫、斉田秀之、加瀬直人、宇佐義大、金庭小惠、大和田智之
- 动画制片人：堤尚子
- 動畫製作：TRIGGER
- 製作：制约之绊製作委員会（Aniplex、朝日放送、Crunchyroll、飒美、Ultra Super Pictures、Movic、BS11）

### 主題曲
主題曲「LAY YOUR HANDS ON ME」
作詞・作曲・編曲・歌 - BOOM BOOM SATELLITES
片尾曲「はじまりの速度」
作詞 - 岡田麿里 / 作曲・編曲 - ARCHITECT / 歌 - 三月的Phantasia

### 話數列表
| 話數   | 日文標題 | 中文標題                                                           | 劇本     | 分鏡            | 演出             | 作畫監督                                                      |
| ------ | -------- | ------------------------------------------------------------------ | -------- | --------------- | ---------------- | ------------------------------------------------------------- |
| 第1話  | [ 6 ]    | 從初遇的那一天開始 羈絆之花便已綻放                                | 岡田麿里 | 小林寬 石田一將 | 宮島善博         | 米山舞、田村里美 坂本勝                                         |
| 第2話  | [ 7 ]    | 如果連這種異常事態都能簡單地接受的話 那我估計能隨隨便便喝下2桶鋇了 | 岡田麿里 | 小林寬 石田一將 | 篠原啟輔         | 長谷川哲也、渡邉祐記                                          |
| 第3話  | [ 8 ]    | 不管是多麼狼狽的情況 換個看法或許就能繼續走下去了…對吧？           | 岡田麿里 | 立川讓          | 下平佑一         | 石田一將、齊藤健吾                                            |
| 第4話  | [ 9 ]    | 難得連結在一起了 我們深入地了解一下彼此吧                          | 岡田麿里 | 小林寬 佐藤真二 | 村田尚樹         | 大野勉、八角彩香                                              |
| 第5話  | [ 10 ]   | 集訓啦！ 去踩鹿便便，玩枕頭大戰GOGO！                              | 岡田麿里 | 小倉陳利        | 田頭悠郎         | 田村美、坂本勝                                                |
| 第6話  | [ 11 ]   | 跟你們在一起 真的沒有半點好事                                      | 岡田麿里 | 小林寬 山崎雄太 | Be Loop 佐竹秀幸 | 前田義宏、金真英 花井柚都子、金正鐵 畠山佳苗、佐竹秀幸 川島勝 |
| 第7話  | [ 12 ]   | 觸及七分之一的疼痛 以及此七倍疼痛的原因的戰鬥                      | 岡田麿里 | 宮島善博 小林寬 | 宮島善博         | 長谷川哲也、岩崎將大                                          |
| 第8話  | [ 13 ]   | 快樂的時間總是短暫的呢                                             | 岡田麿里 | 小倉陳利        | 關大             | 菊池政芳、藤田真弓 、                                         |
| 第9話  | [ 14 ]   | 能夠萬事休矣…嗎                                                    | 岡田麿里 | 篠原啟輔        | 篠原啟輔         | 石田一將、齊藤健吾                                            |
| 第10話 | [ 15 ]   | 喜歡的心意可能會沒有任何回報 這事你早已充分了解了吧？              | 岡田麿里 | 寺東克己        | 高藤聰           | 田村美、坂本勝                                                |
| 第11話 | [ 16 ]   | 必須要每件事都聯繫對方，互相確認對方的心情 因為，我們是朋友啊！    | 岡田麿里 | 小倉陳利 小林寬 | 大塚雅彥         | 渡邉祐記、長谷川哲也                                          |
| 第12話 | [ 17 ]   | 羈絆系統擴展到世界範圍內                                           | 岡田麿里 | 小林寬          | 宮島善博 小林寬  | 岩崎將大、米山舞                                              |

### BD&DVD
| 卷數 | 發售日期      | 收錄話數        | 規格編號      | 規格編號      |
| 卷數 | 發售日期      | 收錄話數        | BD限定版      | DVD限定版     |
| ---- | ------------- | --------------- | ------------- | ------------- |
| 1    | 2016年6月8日  | 第1話 - 第2話   | ANZX-12381/2  | ANZB-12381/2  |
| 2    | 2016年7月6日  | 第3話 - 第4話   | ANZX-12383/4  | ANZB-12383/4  |
| 3    | 2016年8月3日  | 第5話 - 第6話   | ANZX-12385/6  | ANZB-12385/6  |
| 4    | 2016年9月7日  | 第7話 - 第8話   | ANZX-12387/8  | ANZB-12387/8  |
| 5    | 2016年10月5日 | 第9話 - 第10話  | ANZX-12389/90 | ANZB-12389/90 |
| 6    | 2016年11月2日 | 第11話 - 第12話 | ANZX-12391/2  | ANZB-12391/2  |

### 播放電視台
日本新聞網/其他電視台的播放時間：
| 播放地區   | 播放電視台 | 播放日期               | 播放時間                  | 備註   |
| ---------- | ---------- | ---------------------- | ------------------------- | ------ |
| 日本全國   | BS11       | 2016年4月9日－6月25日  | 星期六 23時30分－24時00分 | 製作局 |
| 東京都     | TOKYO MX   | 2016年4月9日－6月25日  | 星期六 23時30分－24時00分 |        |
| 群馬縣     | 群馬電視台 | 2016年4月9日－6月25日  | 星期六 23時30分－24時00分 |        |
| 栃木縣     | 栃木電視台 | 2016年4月9日－6月25日  | 星期六 23時30分－24時00分 |        |
| 近畿廣域圈 | 朝日放送   | 2016年4月10日－6月26日 | 星期六 26時15分－26時45分 | 製作局 |
| 愛知縣     | 愛知電視台 | 2016年4月13日－        | 星期二 26時05分－26時35分 |        |
| 日本全國   | AT-X       | 2016年4月14日－        | 星期三 24時30分－25時00分 |        |

## 漫畫
由繪畫的漫畫在2016年3月25日開始在角川書店的電擊魔王上連載。

## 外部連結
- 官方网站 （日語）
- 制約之絆（動畫）在動畫新聞網百科全書中的資料（英文）